# Мазик
Мазик — река в России, протекает в Уржумском районе Кировской области. Устье реки находится в 251 км по левому берегу реки Вятки. Длина реки составляет 27 км, площадь водосборного бассейна 120 км².
Исток реки в лесу в 23 км к северо-востоку от Уржума. В верхнем течении река течёт на юго-запад по ненаселённому лесу, в нижнем течении выходит на низменную пойму Вятки, где поворачивает на юго-восток и более 10 км течёт параллельно Вятке, вплоть до впадения в неё напротив деревни Дегачи (Русско-Турекское сельское поселение).

## Данные водного реестра
По данным государственного водного реестра России относится к Камскому бассейновому округу, водохозяйственный участок реки — Вятка от водомерного поста посёлка городского типа Аркуль до города Вятские Поляны, речной подбассейн реки — Вятка. Речной бассейн реки — Кама.
По данным геоинформационной системы водохозяйственного районирования территории РФ, подготовленной Федеральным агентством водных ресурсов:
- Код водного объекта в государственном водном реестре — 10010300512111100038361
- Код по гидрологической изученности (ГИ) — 111103836
- Код бассейна — 10.01.03.005
- Номер тома по ГИ — 11
- Выпуск по ГИ — 1